# Piero Liatti
Piero Liatti (ur. 7 marca 1962 w Bielli) – włoski kierowca rajdowy. W swojej karierze zaliczył 53 występy w Rajdowych Mistrzostwach Świata. W 1997 roku jako kierowca Subaru Impreza WRC, pilotowany przez Fabrizię Pons wygrał rajd Mistrzostw Świata - Rajd Monte Carlo. Było to pierwsze zwycięstwo samochodu WRC w rundzie Mistrzostw Świata.
W 1990 roku Liatti zadebiutował w Rajdowych Mistrzostwach Świata. Pilotowany przez Luciana Tedeschiniego i jadący Lancią Deltą Integrale 16V zajął wówczas 5. miejsce w odbywającym się na rodzimych trasach, Rajdzie San Remo. W 1992 roku po raz pierwszy w karierze stanął na podium w rajdzie mistrzostw świata - podczas Rajdu Nowej Zelandii. Zajął wówczas drugie miejsce za Carlosem Sainzem. Łącznie wystartował w 53 rajdach mistrzostw świata. Dziewięciokrotnie stawał na podium, zdobył łącznie 164 punkty. W latach 1994–1998 był fabrycznym kierowcą teamu Subaru. Startował samochodami Subaru Impreza 555 i Subaru Impreza WRC. W 1996 roku zajął najwyższe miejsce w klasyfikacji generalnej mistrzostw świata w karierze - miejsce 5. W 1999 roku startował Seatem Cordobą WRC w barwach teamu Seata, a w 2001 roku Hyundaiem Accentem WRC w barwach WRT Hyundai Castrol.
W 1991 roku Liatti wywalczył tytuł mistrza Europy w rajdach za kierownicą Lancii Delty Integrale 16 V. W tamtej edycji zwyciężył w 4 rajdach: Rajd Zlatni, Rajdzie Polski, Rajdzie Niemiec i Rajdzie Chalkidiki. Z kolei w 1995 roku zajął 3. miejsce w mistrzostwach Europy. W swojej karierze wygrywał także takie rajdy w ramach mistrzostw Europy jak: Rajd El Corte Inglés (1992), Rajd Costa Smeralda (1994), Rajd Madery (1995, 1997, 2000), Rally della Lana (2000) i Rallye International du Valais (2004).

## Występy w mistrzostwach świata
| Rok  | Rajd                                      | Pilot                   | Samochód                   | Pozycja      |
| ---- | ----------------------------------------- | ----------------------- | -------------------------- | ------------ |
| 1990 | Rajd San Remo                             | Luciano Tedeschini      | Lancia Delta Integrale 16V | 5. miejsce   |
| 1991 | Rajd San Remo                             | Luciano Tedeschini      | Lancia Delta Integrale 16V | 7. miejsce   |
| 1992 | Rajd Korsyki                              | Luciano Tedeschini      | Lancia Delta HF Integrale  | 8. miejsce   |
| 1992 | Rajd Nowej Zelandii                       | Luciano Tedeschini      | Lancia Delta HF Integrale  | 2. miejsce   |
| 1992 | Rajd San Remo                             | Luciano Tedeschini      | Lancia Delta HF Integrale  | 7. miejsce   |
| 1993 | Rajd San Remo                             | Alessandro Alessandrini | Subaru Legacy RS           | 4. miejsce   |
| 1994 | Rajd San Remo                             | Luigi Pirollo           | Subaru Impreza 555         | nie ukończył |
| 1995 | Rajd Monte Carlo                          | Alessandro Alessandrini | Subaru Impreza 555         | 8. miejsce   |
| 1995 | Rajd Korsyki                              | Alessandro Alessandrini | Subaru Impreza 555         | 6. miejsce   |
| 1995 | Rajd San Remo (samochody 2-litrowe)       | Alessandro Alessandrini | Subaru Impreza 555         | 1. miejsce   |
| 1995 | Rajd Katalonii                            | Alessandro Alessandrini | Subaru Impreza 555         | 3. miejsce   |
| 1996 | Rajd Szwecji                              | Mario Ferfoglia         | Subaru Impreza 555         | 12. miejsce  |
| 1996 | Rajd Safari                               | Mario Ferfoglia         | Subaru Impreza 555         | 5. miejsce   |
| 1996 | Rajd Indonezji                            | Fabrizia Pons           | Subaru Impreza 555         | 2. miejsce   |
| 1996 | Rajd Grecji                               | Fabrizia Pons           | Subaru Impreza 555         | 4. miejsce   |
| 1996 | Rajd Argentyny                            | Fabrizia Pons           | Subaru Impreza 555         | 7. miejsce   |
| 1996 | Rajd Nowej Zelandii (samochody 2-litrowe) | Fabrizia Pons           | Subaru Impreza 555         | 3. miejsce   |
| 1996 | Rajd Australii                            | Fabrizia Pons           | Subaru Impreza 555         | 7. miejsce   |
| 1996 | Rajd San Remo                             | Fabrizia Pons           | Subaru Impreza 555         | nie ukończył |
| 1996 | Rajd Katalonii                            | Fabrizia Pons           | Subaru Impreza WRC         | 2. miejsce   |
| 1997 | Rajd Monte Carlo                          | Fabrizia Pons           | Subaru Impreza WRC         | 1. miejsce   |
| 1997 | Rajd Katalonii                            | Fabrizia Pons           | Subaru Impreza WRC         | 2. miejsce   |
| 1997 | Rajd Korsyki                              | Fabrizia Pons           | Subaru Impreza WRC         | 5. miejsce   |
| 1997 | Rajd San Remo                             | Fabrizia Pons           | Subaru Impreza WRC         | 2. miejsce   |
| 1997 | Rajd Wielkiej Brytanii                    | Fabrizia Pons           | Subaru Impreza WRC         | 7. miejsce   |
| 1998 | Rajd Monte Carlo                          | Fabrizia Pons           | Subaru Impreza WRC         | 4. miejsce   |
| 1998 | Rajd Szwecji                              | Fabrizia Pons           | Subaru Impreza WRC         | 9. miejsce   |
| 1998 | Rajd Safari                               | Fabrizia Pons           | Subaru Impreza WRC         | nie ukończył |
| 1998 | Rajd Portugalii                           | Fabrizia Pons           | Subaru Impreza WRC         | 6. miejsce   |
| 1998 | Rajd Katalonii                            | Fabrizia Pons           | Subaru Impreza WRC         | 6. miejsce   |
| 1998 | Rajd Korsyki                              | Fabrizia Pons           | Subaru Impreza WRC         | 3. miejsce   |
| 1998 | Rajd Argentyny                            | Fabrizia Pons           | Subaru Impreza WRC         | 6. miejsce   |
| 1998 | Rajd Grecji                               | Fabrizia Pons           | Subaru Impreza WRC         | 6. miejsce   |
| 1998 | Rajd Nowej Zelandii                       | Fabrizia Pons           | Subaru Impreza WRC         | 6. miejsce   |
| 1998 | Rajd San Remo                             | Fabrizia Pons           | Subaru Impreza WRC         | 2. miejsce   |
| 1998 | Rajd Australii                            | Fabrizia Pons           | Subaru Impreza WRC         | nie ukończył |
| 1999 | Rajd Monte Carlo                          | Carlo Cassina           | SEAT Córdoba WRC           | 6. miejsce   |
| 1999 | Rajd Safari                               | Carlo Cassina           | SEAT Córdoba WRC           | nie ukończył |
| 1999 | Rajd Portugalii                           | Carlo Cassina           | SEAT Córdoba WRC           | nie ukończył |
| 1999 | Rajd Katalonii                            | Carlo Cassina           | SEAT Córdoba WRC           | 10. miejsce  |
| 1999 | Rajd Korsyki                              | Carlo Cassina           | SEAT Córdoba WRC           | 9. miejsce   |
| 1999 | Rajd Argentyny                            | Carlo Cassina           | SEAT Córdoba WRC           | nie ukończył |
| 1999 | Rajd Grecji                               | Carlo Cassina           | SEAT Córdoba WRC           | nie ukończył |
| 1999 | Rajd Chin                                 | Carlo Cassina           | SEAT Córdoba WRC           | nie ukończył |
| 1999 | Rajd San Remo                             | Carlo Cassina           | SEAT Córdoba WRC           | nie ukończył |
| 2000 | Rajd Korsyki                              | Carlo Cassina           | Ford Focus WRC             | 6. miejsce   |
| 2000 | Rajd San Remo                             | Carlo Cassina           | Ford Focus WRC             | nie ukończył |
| 2001 | Rajd Monte Carlo                          | Carlo Cassina           | Hyundai Accent WRC         | nie ukończył |
| 2001 | Rajd Katalonii                            | Carlo Cassina           | Hyundai Accent WRC         | nie ukończył |
| 2001 | Rajd Cypru                                | Carlo Cassina           | Hyundai Accent WRC         | nie ukończył |
| 2001 | Rajd San Remo                             | Carlo Cassina           | Hyundai Accent WRC         | nie ukończył |
| 2001 | Rajd Korsyki                              | Carlo Cassina           | Hyundai Accent WRC         | 8. miejsce   |
| 2001 | Rajd Wielkiej Brytanii                    | Carlo Cassina           | Hyundai Accent WRC         | nie ukończył |
| 2003 | Rajd San Remo                             | Vanda Geninatti         | Peugeot 206 XS S1600       | 15. miejsce  |
| 2004 | Rajd Sardynii                             | Vanda Geninatti         | Peugeot 206 XS S1600       | nie ukończył |